# Alexandre Vuillemin
Pour les articles homonymes, voir Vuillemin.
Alexandre Vuillemin, né à Paris le 25 mars 1812, où il est mort le 9 décembre 1886, est un géographe français.
Malgré une œuvre cartographique prolifique, la biographie d'Alexandre Vuillemin reste mystérieuse. On sait juste qu'il fut l'élève d'Auguste Henri Dufour.
Alexandre Vuillemin est l'auteur ou le coauteur de :
- Atlas illustré de géographie commerciale et industrielle
- Atlas illustré destiné à l'enseignement de la géographie élémentaire
- Atlas universel (1839 et 1871)
- Atlas de géographie ancienne et moderne à destination des pensionnats (Paris, 1843)
- Atlas national illustré de la France (1845)
- Mappemonde (Paris, 1856)
- Atlas du cosmos (1867)
- Atlas illustré de la France et ses colonies (1870).
- Atlas topographique de la France (1873).
- Atlas de géographie contemporaine (1875)
- Carte de la Baltique donnant le Sund,le golfe de Finlande (1854)

## Quelques cartes d'Alexandre Vuillemin

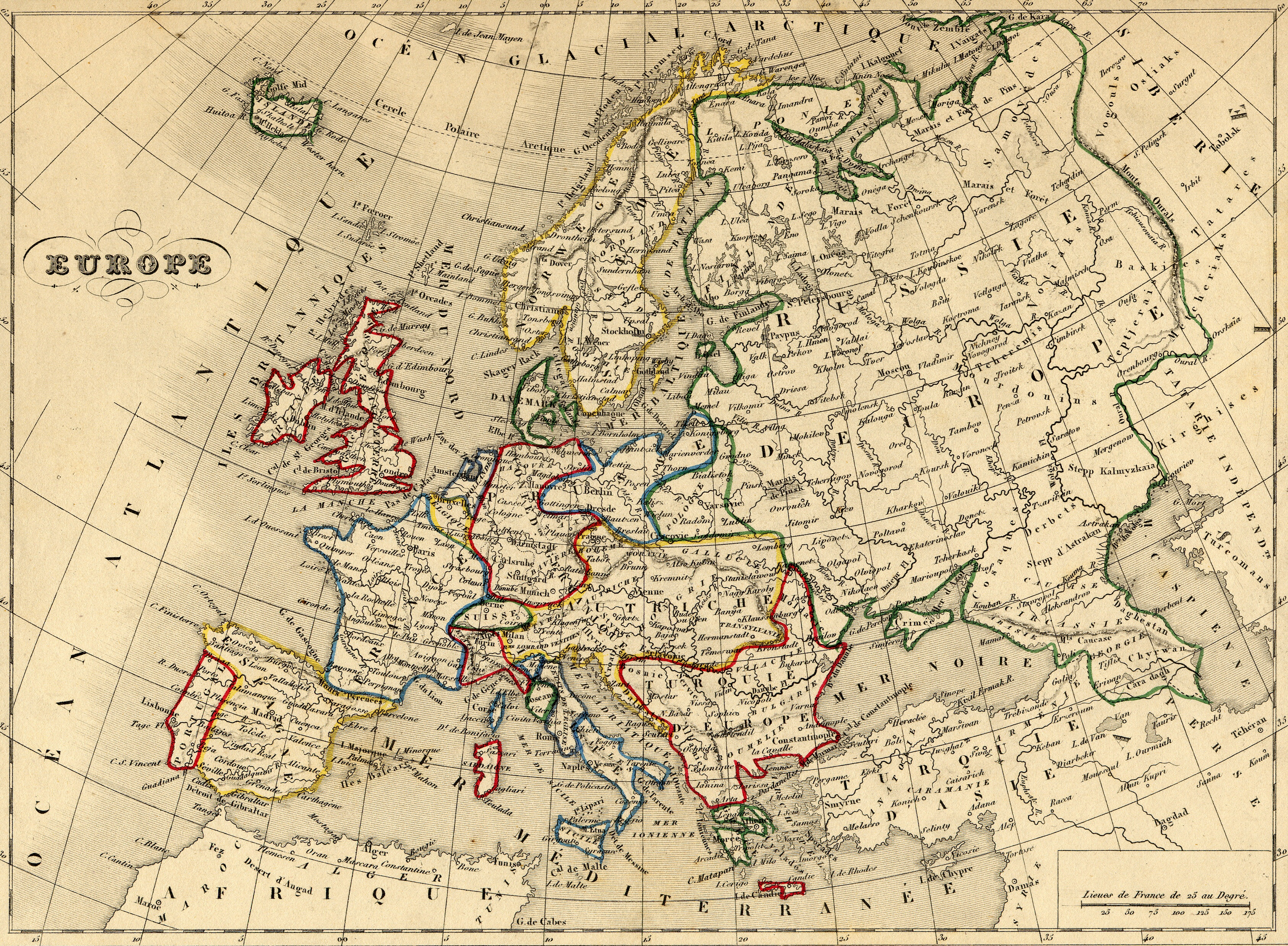
Carte ancienne de l'Europe de 1843.
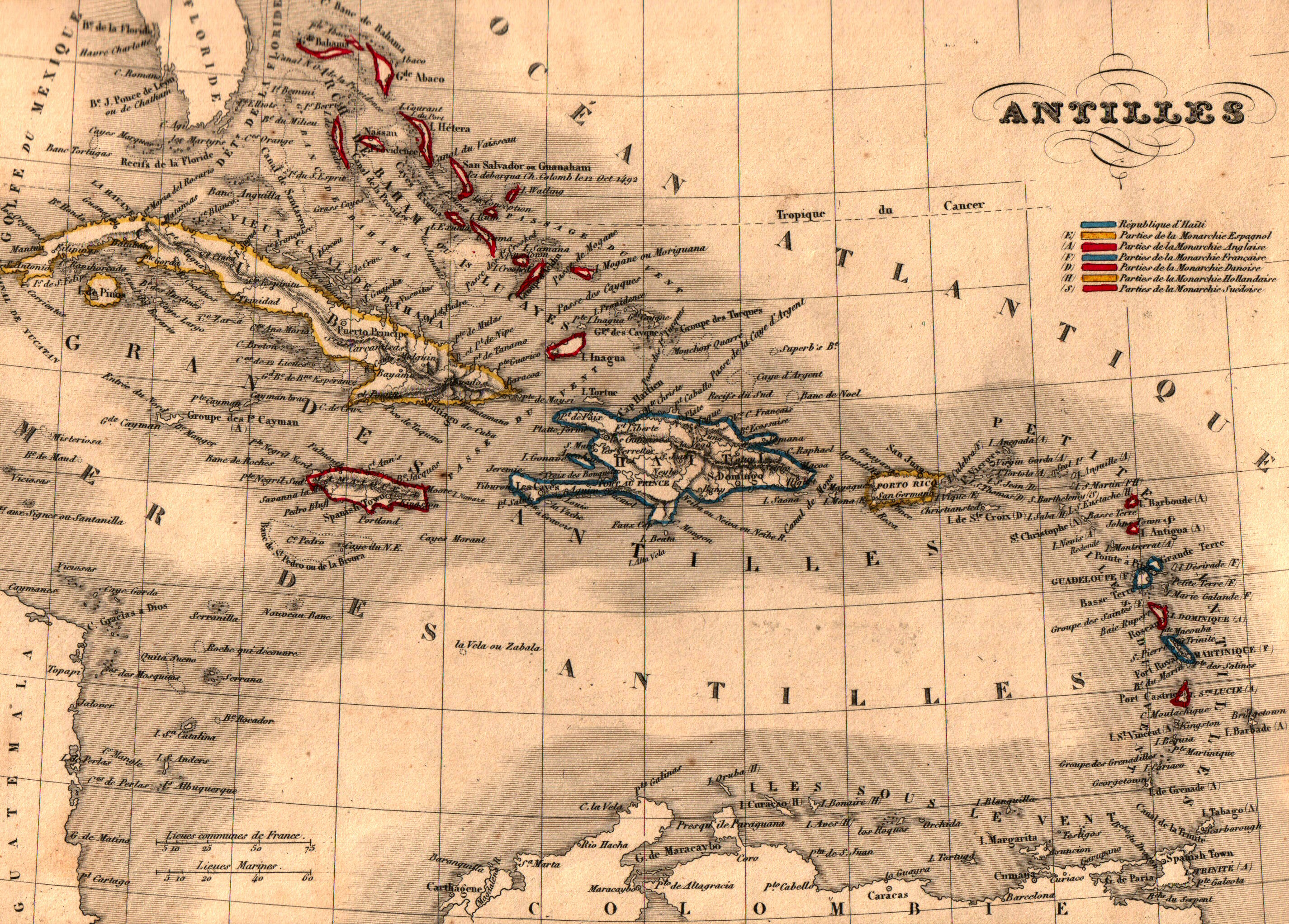
Carte des Antilles de 1843.
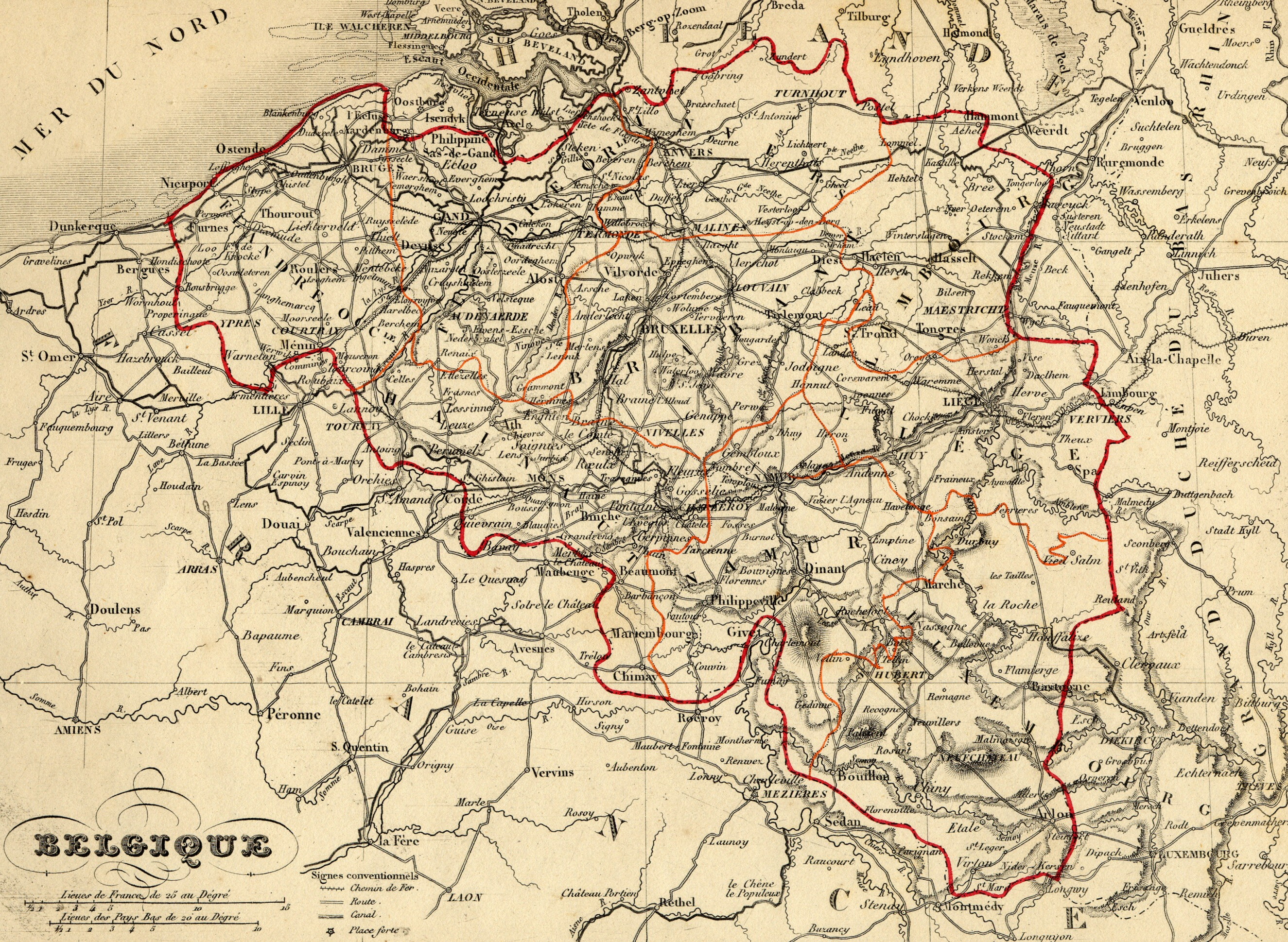
Carte de la Belgique de 1843.
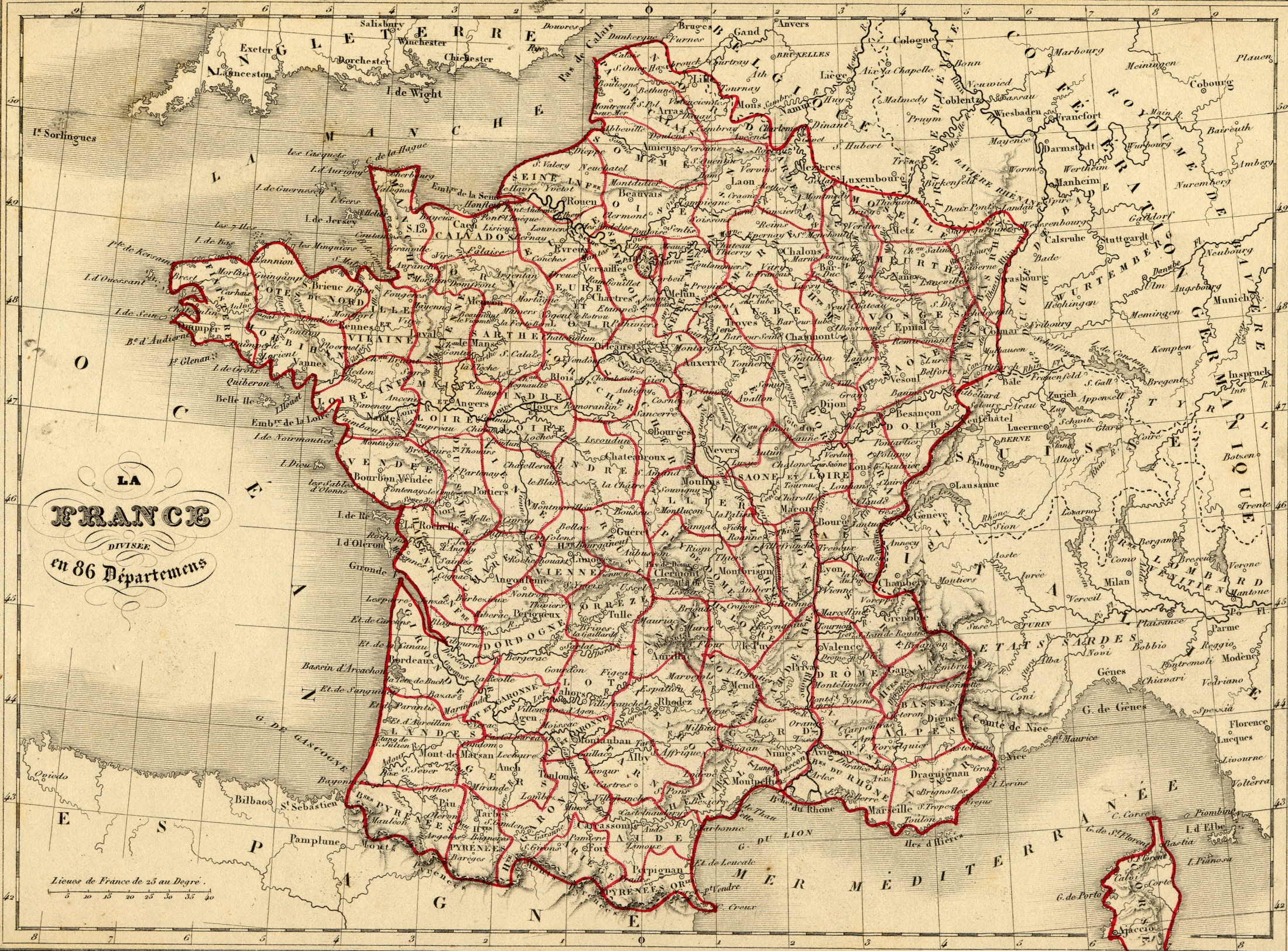
Carte de France de 1843.
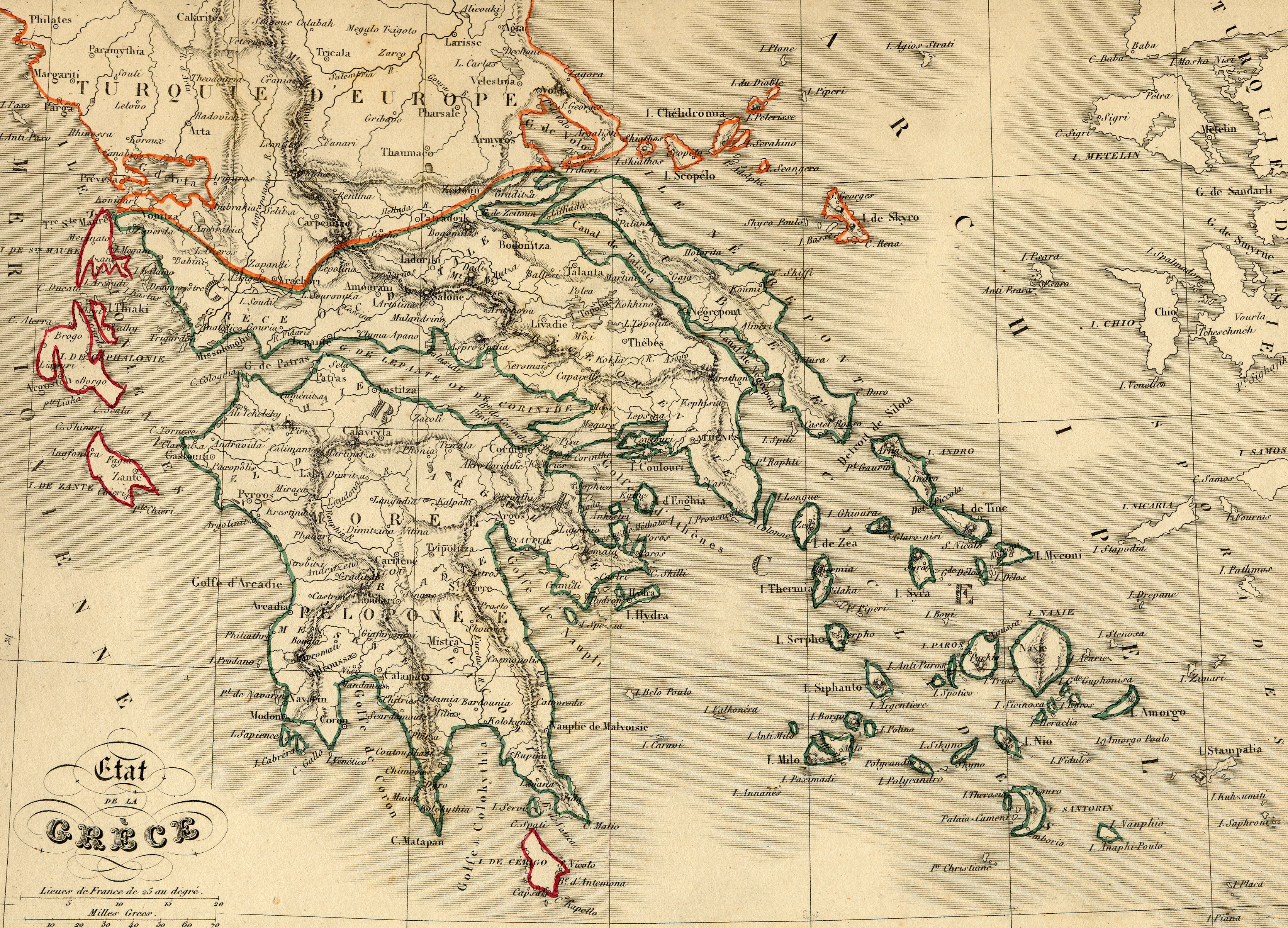
Carte de Grèce de 1843.
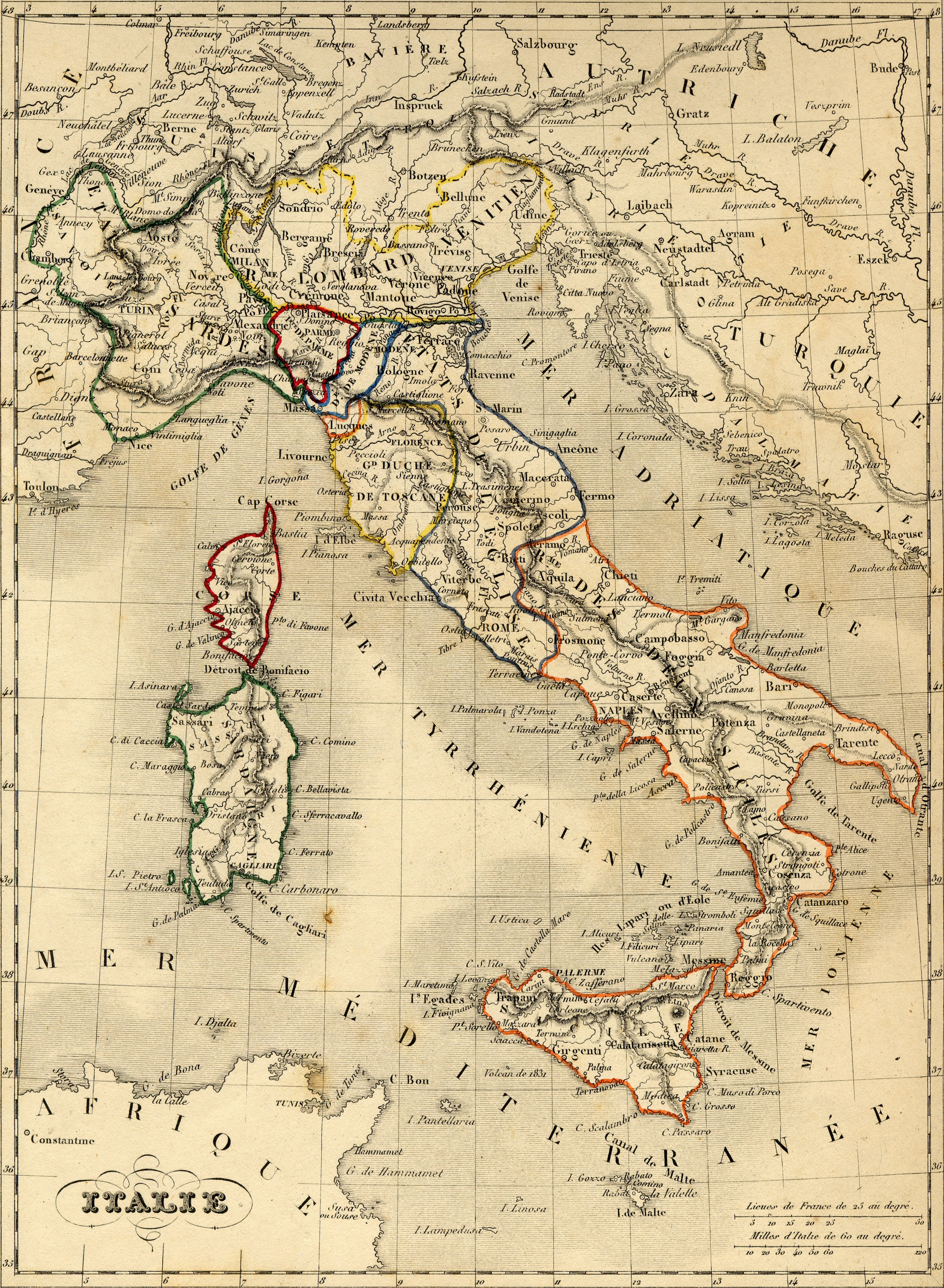
Carte de l'Italie de 1843.
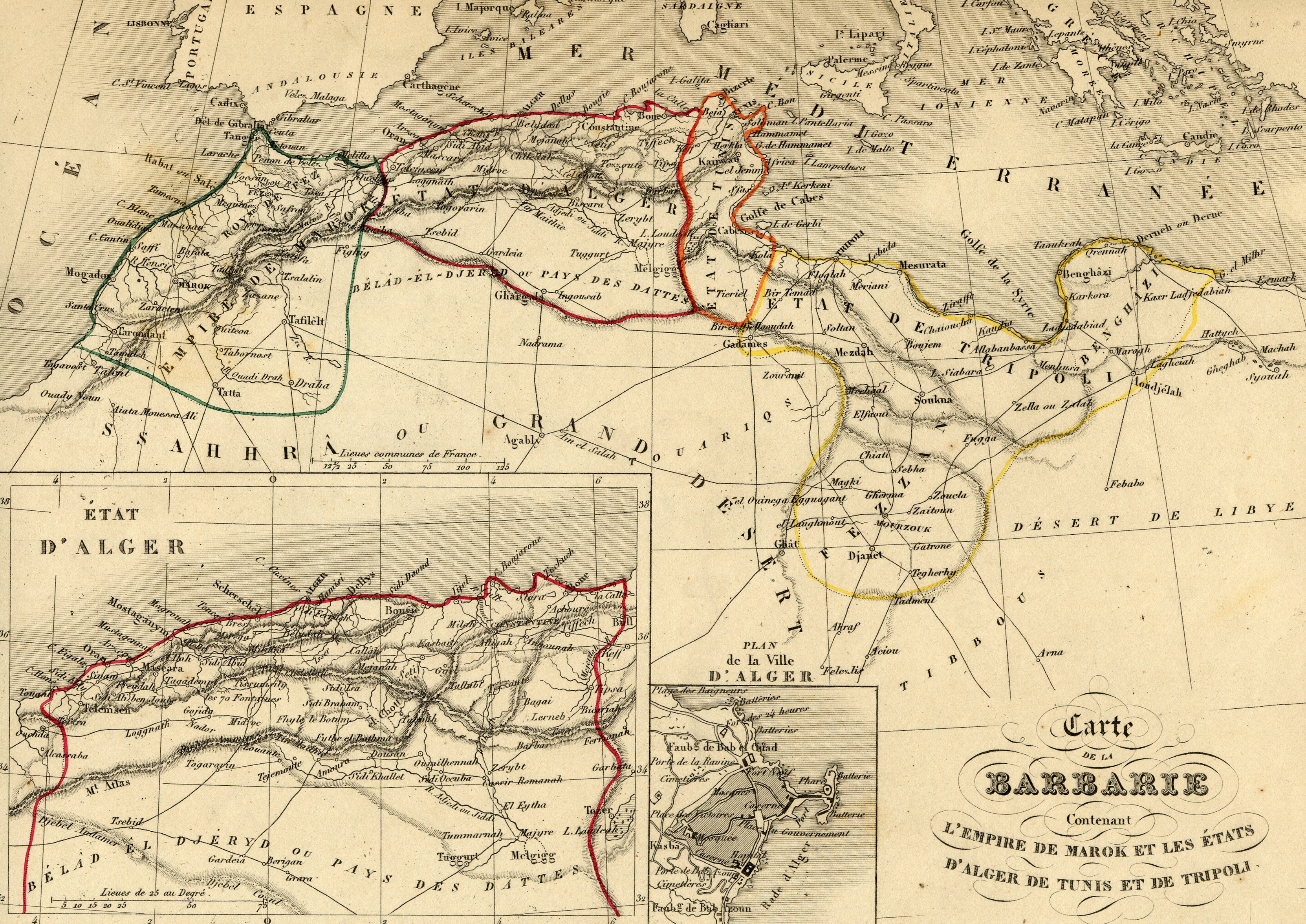
Carte du Maghreb de 1843.
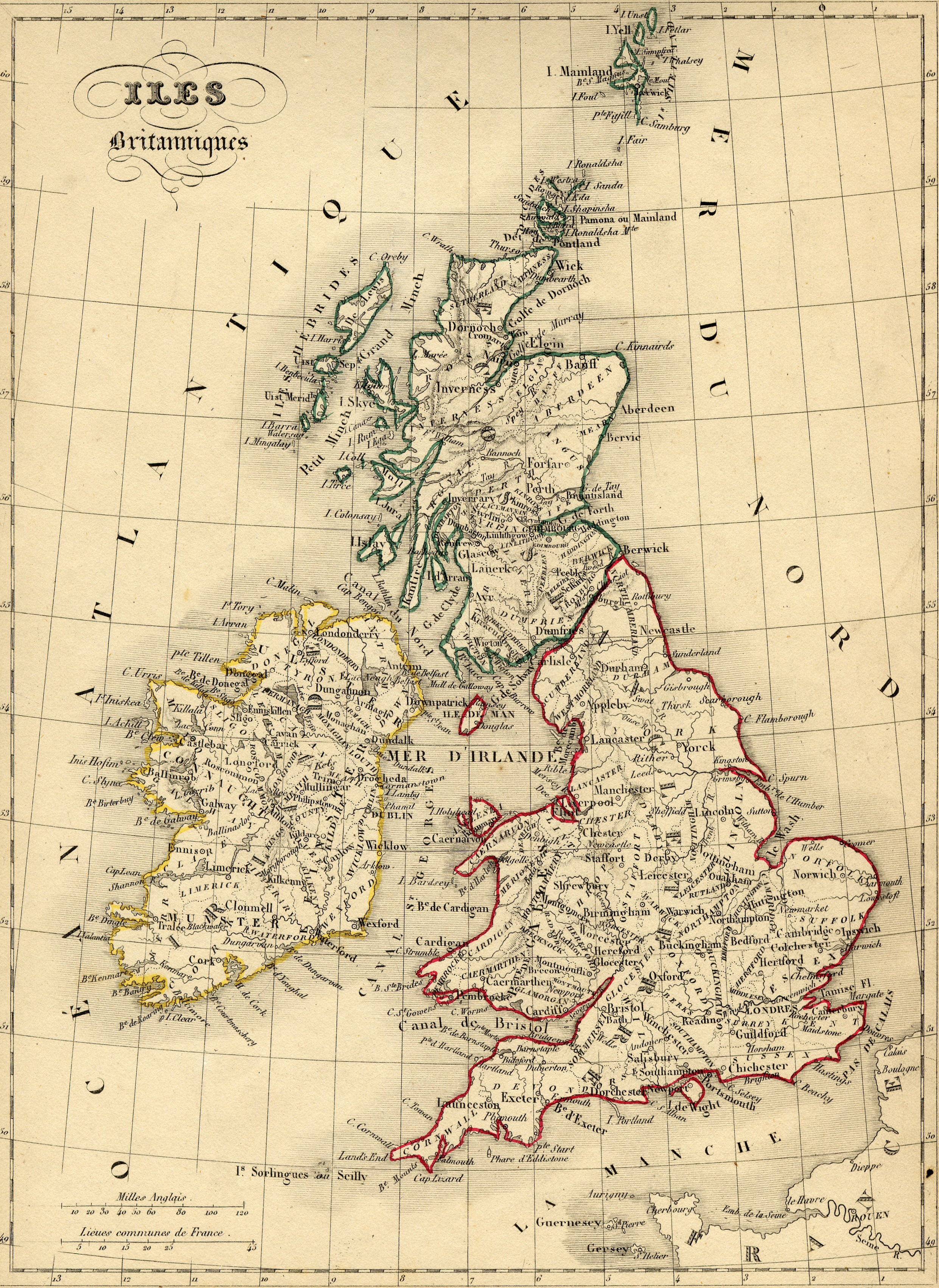
Carte du Royaume-Uni et de l'Irlande de 1843.
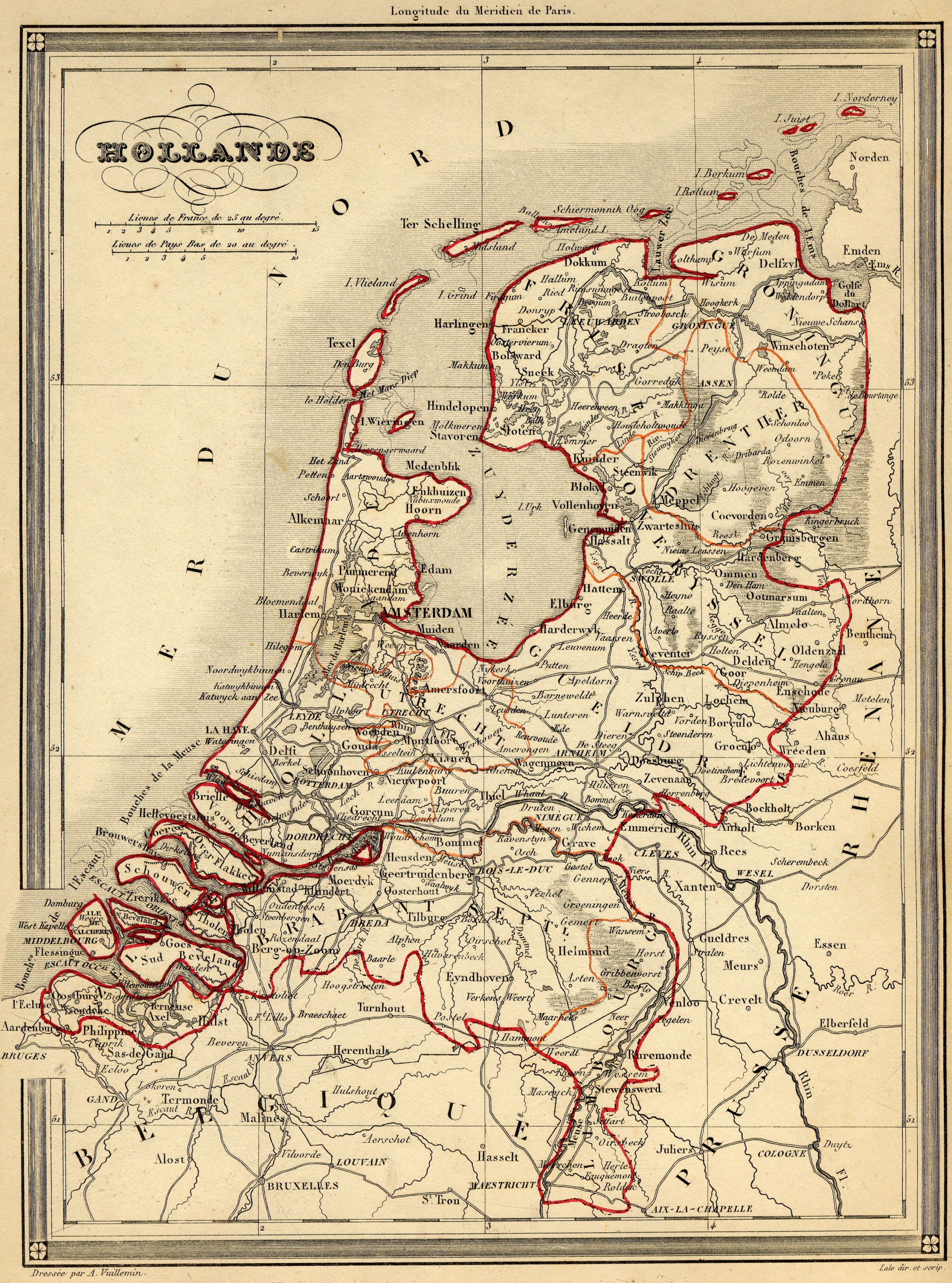
Carte des Pays-Bas de 1843.
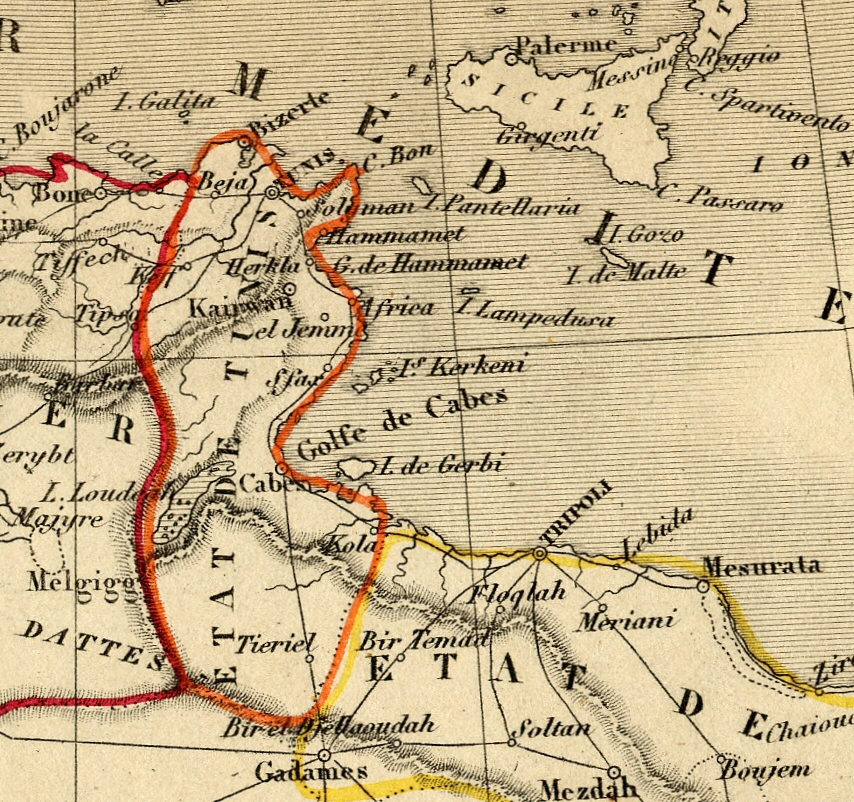
Carte de la Tunisie de 1843.